# Municipio de Brunson
El municipio de Brunson (en inglés: Brunson Township) es un municipio ubicado en el condado de Tripp en el estado estadounidense de Dakota del Sur. En el año 2010 tenía una población de 48 habitantes y una densidad poblacional de 0,64 personas por km².

## Geografía
El municipio de Brunson se encuentra ubicado en las coordenadas 43°28′7″N 99°49′13″O / 43.46861, -99.82028. Según la Oficina del Censo de los Estados Unidos, el municipio tiene una superficie total de 74.84 km², de la cual 74,61 km² corresponden a tierra firme y (0,31 %) 0,23 km² es agua.

## Demografía
Según el censo de 2010, había 48 personas residiendo en el municipio de Brunson. La densidad de población era de 0,64 hab./km². De los 48 habitantes, el municipio de Brunson estaba compuesto por el 54,17 % blancos, el 35,42 % eran amerindios, el 8,33 % eran de otras razas y el 2,08 % eran de una mezcla de razas. Del total de la población el 16,67 % eran hispanos o latinos de cualquier raza.